# Няръёган (приток Несъёгана)
Няръёган (или Няр-Юган) — река в Шурышкарском районе Ямало-Ненецкого АО. Образована слиянием рек Ун-Няръёган справа и Ай-Няръёган слева, устье реки находится в 66 км по правому берегу реки Несъёган. Длина реки — 11 км.

## Данные водного реестра
По данным государственного водного реестра России относится к Нижнеобскому бассейновому округу, водохозяйственный участок реки — Обь от впадения реки Северная Сосьва до города Салехард, речной подбассейн реки — бассейны притоков Оби ниже впадения Северной Сосьвы. Речной бассейн реки — (Нижняя) Обь от впадения Иртыша.
Код объекта в государственном водном реестре — 15020300112115300030398.